# 風さがし
「風さがし」（かぜさがし）は、清浦夏実の1作目のシングル。2007年10月24日にFlyingDogからリリースされた。販売元はビクターエンタテインメント。

## 概要
女優として活動している清浦夏実のデビューシングル。
収録曲2曲ともにテレビ東京系列放送のテレビアニメ『スケッチブック 〜full color's〜』のオープニングテーマ・挿入歌。エンディングテーマである牧野由依の『スケッチブックを持ったまま』と揃って使用された。

## 収録曲
1. 風さがし [4:00]
作詞：高月みたか / 作曲・編曲：鈴木智文
  - テレビアニメ『スケッチブック 〜full color's〜』オープニングテーマ（第12話以外）
2. 夏の記憶 [5:01]
作詞：清浦夏実 / 作曲：前口渉 / 編曲：鈴木Daichi秀行
  - テレビアニメ『スケッチブック 〜full color's〜』挿入歌。なお、第12話ではオープニングテーマとしても使用された。
3. 風さがし -Instrumental-
4. 夏の記憶 -Instrumental-

| スタブアイコン | サブスタブ | この項目は、まだ閲覧者の調べものの参照としては役立たない、シングルに関連した書きかけの項目です。この項目を加筆・訂正などしてくださる協力者を求めています（P:音楽/PJ:楽曲）。 |